# Frank P. Woods

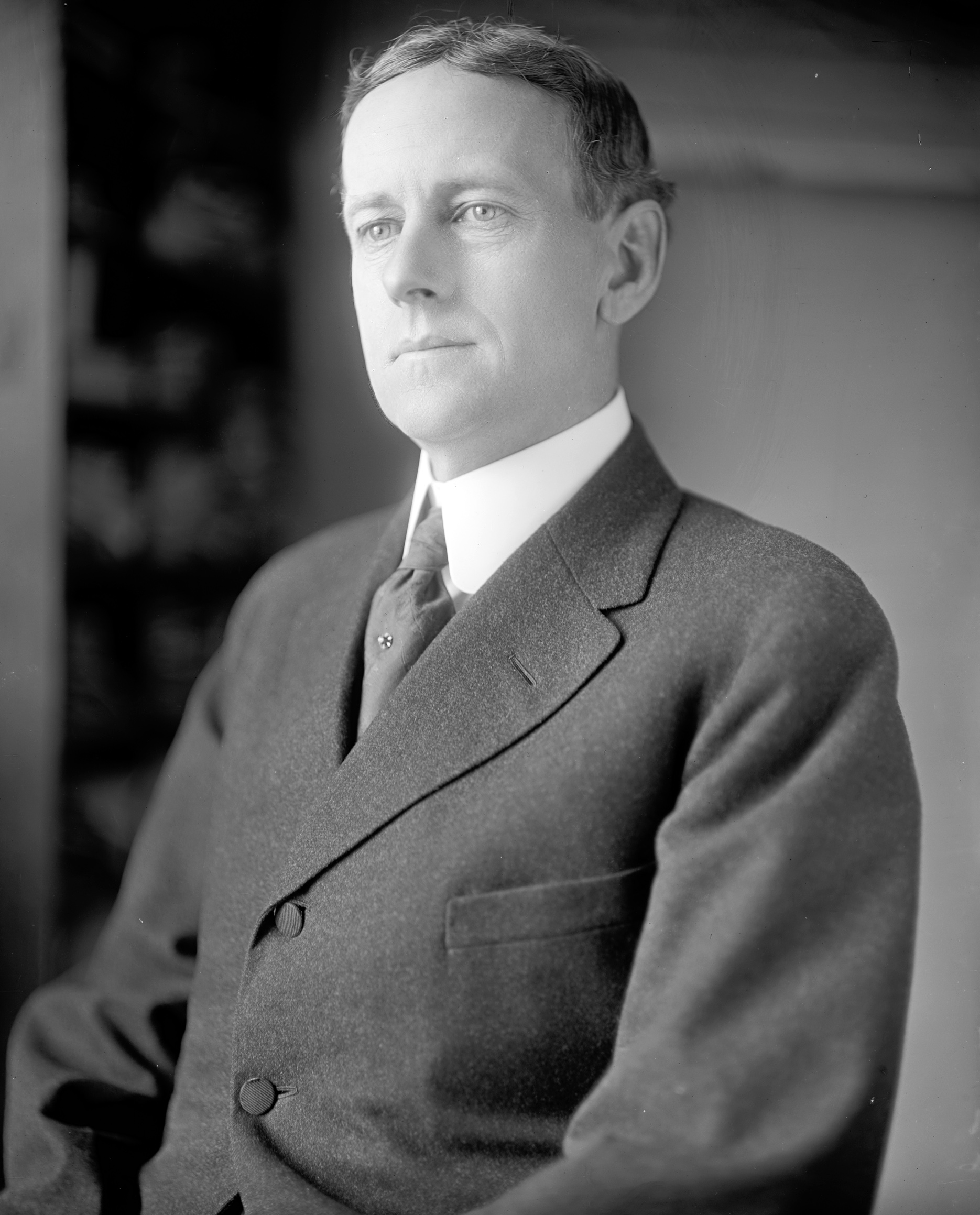
Frank P. Woods

Frank Plowman Woods (* 11. Dezember 1868 bei Sharon,  Walworth County, Wisconsin; † 25. April 1944 in Altadena, Kalifornien) war ein US-amerikanischer Politiker. Zwischen 1909 und 1919 vertrat er den Bundesstaat Iowa im US-Repräsentantenhaus.

## Werdegang
Frank Woods besuchte die öffentlichen Schulen seiner Heimat und die Northern Indiana Normal School in Valparaiso. Im Jahr 1887 zog er nach Estherville in Iowa. Dort war er zwei Jahre lang bei einer Zeitung beschäftigt. Danach arbeitete er in der Immobilienbranche, im Kredit- und Versicherungsgeschäft sowie im Bankwesen. Im Jahr 1902 war er an der Gründung der Iowa Savings Bank of Estherville beteiligt.
Politisch war er Mitglied der Republikanischen Partei. In den Jahren 1906 und 1907 war er in Iowa deren Vorsitzender. Im Jahr 1906 fungierte er als Wahlkampfmanager von  Gouverneurs Albert B. Cummins. 1908 wurde Woods im zehnten Wahlbezirk von Iowa in das US-Repräsentantenhaus in Washington, D.C. gewählt, wo er am 4. März 1909 die Nachfolge von James Perry Conner antrat. Nach vier Wiederwahlen konnte er bis zum 3. März 1919 fünf Legislaturperioden im Kongress absolvieren. In dieser Zeit wurden dort der 16. und der 17. Verfassungszusatz verabschiedet. Im Jahr 1917 stimmte Frank Woods als einer von 56 Kongressabgeordneten gegen die Kriegserklärung an Deutschland und den damit verbundenen Eintritt der Vereinigten Staaten in den Ersten Weltkrieg. Wenig später stimmte er auch gegen den Espionage Act, ein Gesetz zur Bekämpfung der Spionage. Dies kostete ihm im Jahr 1918 die erneute Nominierung seiner Partei zur Wiederwahl.
Nach seiner Zeit im US-Repräsentantenhaus zog sich Woods aus der Politik zurück. Im Jahr 1921 ließ er sich im kalifornischen Altadena nieder, wo er seinen Lebensabend verbrachte und 1944 verstarb.